# Geheimakte M
Geheimakte M (Originaltitel: Man on a String) ist ein 1959 unter anderem in Deutschland entstandener, US-amerikanischer Spionagefilm von André De Toth mit Ernest Borgnine in der Hauptrolle und einer Reihe von bekannten deutschen Schauspielern in Nebenrollen. Die Geschichte basiert auf dem auf Tatsachen beruhenden Roman My Ten Years as a Counterspy von Boris Morros, der in diesem Film Boris Mitrov heißt, und Charles Samuels.

## Handlung
Die Handlung beginnt in einem fahrenden Zug, aus dem nach einem kurzen Dreikampf zwei Agenten einen dritten Mann während der Überquerung einer Schweizer Alpenbrücke in die Tiefe stürzen. In den Vereinigten Staaten macht man sich beim C.B.I., dem „Central Bureau of Intelligence“, der sich um die Enttarnung und Verhaftung ausländischer Spione in den USA kümmert, derzeit Sorgen um ein etwaiges Leck in den eigenen Sicherheitssystemen. Denn bei dem getöteten Mann handelt es sich um einen der eigenen Agenten, der auf dem Weg zum Kreml nach Moskau war, um dort eingeschleust zu werden. Sowjetische Infiltrationen in den Vereinigten Staaten haben soeben zu mehreren Verhaftungen in Amerika geführt. In der CBI-Zentrale in Washington wird daher bereits über einen Ersatzmann diskutiert, und dabei fällt der Name Boris Mitrov, einem in Russland geborenen Filmproduzenten in Hollywood, der aber zugleich im Dienst eines sowjetischen Spionagerings stehen soll. Sein Führungsoffizier ist Oberst Wladimir „Wadja“ Kubelov, ein hochrangiger KGB-Offizier in Washington. Kubelow und das amerikanische Millionärsehepaar Benson, die in Wahrheit überzeugte Kommunisten sind und planen, Mitrovs Firma aufzukaufen, werden aus diesem Grund seit geraumer Zeit von der C.B.I.-Dependance von Los Angeles beobachtet.
Boris Mitrov heißt gerade seinen alten Vater in seinem luxuriösen Haus in Beverly Hills willkommen. Der Alte, ein Dissident, saß in der Sowjetunion fest und will nun seinen Lebensabend bei seinem Sohn im schicken Filmambiente verbringen. Als Kubelov kurz darauf eintrifft, macht dieser Mitrov klar, dass Papa Mitrovs Freilassung aus der UdSSR der zentrale Teil eines Geschäfts auf Gegenseitigkeit ist. Dazu gehört auch, dass Mitrov seine Filmfirma an den linientreuen Bankier Benson verkauft. Mitrov ist auch deshalb in Kubelovs Hand, weil Mitrov noch Brüder hat, die in der Sowjetunion festsitzen. Derweil beginnt der CBI nicht nur Mitrovs Villa, sondern auch die der Bensons zu verwanzen und abzuhören. Während einer New York-Reise mit seinem Vater konfrontiert das CBI Mitrov mit seinen Kontakten zu Kubelov und versucht den Exilrussen zur Arbeit für den US-Geheimdienst zu bewegen. Papa Mitrov macht seinem Sohn Vorwürfe, sich jemals mit den Sowjetspionen in den USA zusammengetan zu haben. Um seinem Sohn weitere fatale Entscheidungen zu ersparen, gesteht der Vater Boris, dass dessen Brüder in der UdSSR tot seien. Bei einem Treffen mit den CBI-Leuten kommt heraus, dass auch Mitrovs rechte Hand Bob Avery für den US-Geheimdienst arbeitet. Beiden wird gesagt, dass Mitrovs erster Job als Doppelagent sie beide nach Berlin führen wird. Offizieller Grund: Der Filmproduzent soll vor Ort Dokumentationen für die Regierung anfertigen.
Zwischenzeitlich hat Bankier Benson eine Reihe von Abhörinstallationen des CBI in seinem Haus aufgespürt und berichtet davon seiner von einem Rendezvous mit Kubelov aus New York heimkehrenden Ehefrau. Benson, dem nun klar wird, dass die US-Regierung von seinen Sowjetkontakten weiß, verliert die Nerven und will mit seiner ehebrecherischen Gattin nach Mexiko türmen. Da das CBI seine anstehende Berlin-Operation nicht durch eine Verhaftung der Bensons gefährden will, lässt man die beiden für die Sowjetunion arbeitenden US-Amerikaner ausreisen. Der Westteil Berlins ist im Kalten Krieg Drehkreuz und Tummelplatz östlicher wie westlicher Spionagedienste. Von einem alten Freund, dem Geiger und ehemaligen KZ-Insassen Otto Bergmann, erfährt Mitrov, dass der Filmproduktionsleiter Grünwald, dem man ihm in Berlin zur Seite stellt, in Wahrheit ein Sowjetagent sei. Mitrov wird noch am selben Abend nach Ostberlin geschleust und als Zeuge gegen den hierhin verschleppten Bergmann in einem Schauprozess geladen. Mitrovs Aussage soll sich als verheerend für den alten Mann erweisen. Daraufhin beißen die Sowjets an, und Mitrov erhält von der M.G.B.-Agentin Rosnova den Auftrag, 50 auf einer Liste geführten US-Personen von angeblichen Freunden der Sowjetunion überprüfen zu lassen. Wieder im Westen, überreicht Mitrov sofort diese Liste an den CBI-Verbindungsmann Avery, der selbige nach Washington weiterleitet. Nun hat sich Mitrov endgültig im ost-westlichen Geheimdienstgestrüpp verfangen.
Moskau ist von Mitrovs Einschätzung besagter Personen überzeugt, zumal er drei von den Russen als Falle auf die Liste geschmuggelten „Kommunistenfresser“ sofort aussortiert hat, und lädt ihn daraufhin als Gast der Sowjetunion nach Moskau ein. Dort lernt er MGB-Chef Tschapajew kennen und trifft auch „Wadja“ Kubelov wieder. In der Zwischenzeit sind die Bensons aus Mexiko in Berlin angekommen, um von dort nach Moskau weiterzureisen. Dort will Benson Mitrov als Doppelagent der Amerikaner bloßstellen, während der MGB Mitrov zur selben Zeit instruiert, bei der Umsetzung sowjetischer Anschläge in den USA mitzuhelfen. Das mit den Amerikanern ausgemachte Codewort „Cinerama“ bedeutet Mitrov, dass größte Gefahr im Verzug ist und er sich in den Westen absetzen soll. Als Benson Mitrov gegenüber Tschapajew als Verräter denunziert, sitzt Mitrov dank eines „Cinerama“-Telegramms Averys bereits im Flugzeug – allerdings nur nach Ostberlin. Dort angekommen, gelingt es dem Filmproduzenten zunächst nicht, in den Westen zu gelangen. Mitrov wird von einem Volkspolizisten verhaftet, kann diesen aber mit einem Gimmick, einer Feuerzeugpistole, die ihm vom C.B.I. mitgegeben wurde, ausschalten. Im West-Berliner Hotel angekommen, trifft Mitrov auf Avery, dem er die Namen von Sowjetagenten sofort verrät. Zwei Ostagenten dringen in beider Zimmer ein, und es kommt zu einer wilden Schießerei bei der Avery angeschossen wird. Im Kampf mit einem der feindlichen Agenten erkennt Boris Mitrov Grünwald wieder, vor dem ihm einst Otto Bergmann gewarnt hatte. Mitrov kann den Gegenspieler überwältigen. Dann kehrt er in die USA heim. Dort werden die ersten nach Amerika eingesickerten Sowjetspione verhaftet.

## Produktionsnotizen
Geheimakte M entstand zwischen dem 31. März und dem 27. Mai 1959 in Berlin (Straßenszenen, Artur Brauners CCC-Film-Studios) und in US-Filmstudios. Die (dokumentarischen) Moskau-Außenaufnahmen wurden in den Film einkopiert. Die Weltpremiere fand am 25. März 1960 in Deutschland statt, die US-Erstaufführung war am 20. Mai 1960.
Lothar Wolff war Produktionsleiter. Die amerikanischen Filmbauten schuf Carl Anderson, die deutschen Fritz Maurischat und Hans Jürgen Kiebach. Morris Stoloff übernahm die musikalische Leitung.

## Wissenswertes
Die vier am Film beteiligten Kameraleute zeichneten für folgende Aufnahmen verantwortlich:
- Albert Benitz für die Berliner Aufnahmen
- Charles Lawton junior für die Hollywood-Aufnahmen
- Gayne Rescher für die New Yorker Aufnahmen
- Pierre Poincarde für die Moskauer Aufnahmen

## Synchronisation
| Rolle                    | Darsteller        | Synchronsprecher    |
| ------------------------ | ----------------- | ------------------- |
| Boris Mitrov             | Ernest Borgnine   | Arnold Marquis      |
| Bob Avery                | Kerwin Mathews    | Herbert Stass       |
| Helen Benson             | Colleen Dewhurst  | Tilly Lauenstein    |
| Wladimir “Wadja” Kubelov | Alexander Scourby | Wolfgang Lukschy    |
| Frank Sanford            | Glenn Corbett     | Horst Niendorf      |
| Papa Mitrow              | Wladimir Sokoloff | Alfred Balthoff     |
| Adrian Benson            | Ed Prentiss       | Curt Ackermann      |
| Oberst Tschapajew        | Friedrich Joloff  | Werner Peters       |
| Hans Grünwald            | Holger Hagen      | er selbst           |
| Gerichtsvorsitzender     | Carl Jaffe        | Klaus Miedel        |
| Tanja Rosnova            | Eva Pflug         | Gisela Reißmann     |
| Prof. Vasheen            | Ted Knight        | Peter Elsholtz      |
| Inspector Jenkins        | Richard Kendrick  | Wolfgang Eichberger |
| Mary Louise Bettany      | Abigail Skelton   | Brigitte Grothum    |
| Deutscher Erzähler       | Wilhelm Borchert  |                     |

## Kritiken
Howard Thompson schrieb in der New York Times, der Film sei gegenüber dem Buch „vereinfacht, komprimiert und durchgehend mit einer prickelnden, haarsträubenden Elektrizität durchzogen“, lobte die „prägnanten Dialoge und André de Toths exzellente Regie“ und pries Ernest Borgnines Schauspielkunst, die „auf ganzer Linie“ überzeuge.
Das Lexikon des Internationalen Films schrieb: „In halbdokumentarischem Stil überwiegend packend inszeniert und gespielt, einseitig in der Beurteilung der Spionage“.
Der Movie & Video Guide verortete hier „straffe Actionsequenzen“.
Halliwell‘s Film Guide meinte: „Ziemlich kindlich in seiner Einfachheit und auch nicht allzu unterhaltsam“.
Im Online-Auftritt von Cinema heißt es: „Packende Action nach Fakten“.